# Gräfenroda
Gräfenroda – część gminy (Ortsteil) Geratal w Niemczech, w kraju związkowym Turyngia, w powiecie Ilm. Do 31 grudnia 2018 jako samodzielna gmina była siedzibą wspólnoty administracyjnej Oberes Geratal.  